# Abbazia di Sant'Agata Martire
L'abbazia di Sant'Agata Martire è ubicata a circa 10 km dal comune di Serracapriola ed è stato un luogo di culto sede dell'Ordine Cistercense dal XIV al XVI secolo d.C. 

## Storia
L'abbazia di Sant'Agata sorse sulle vestigia di resti di epoca romana e viene citata per la prima volta nel 1328 in riferimento al pagamento della decima: "Celerario Case nove pro grangiis Romitelli et Sanctegatensis"
Dal 1334 ospitò i monaci cistercensi provenienti dal Santuario di Santa Maria a Mare.
Nell'agosto 1567 diverse galee turche attraccarono alla foce del Fortore. Le milizie ottomane raggiunsero il monastero di Sant’Agata, saccheggiandolo ed in seguito dandolo alle fiamme.

## Descrizione
Attualmente dell'abbazia di Sant'Agata, ridotto a rudere, sono visibili: le mura, i cortili ed un quadro a olio su tela, deteriorato, che raffigura il martirio subito dalla santa siciliana al tempo dell’Imperatore Decio (249-251).